# Hathor Consort

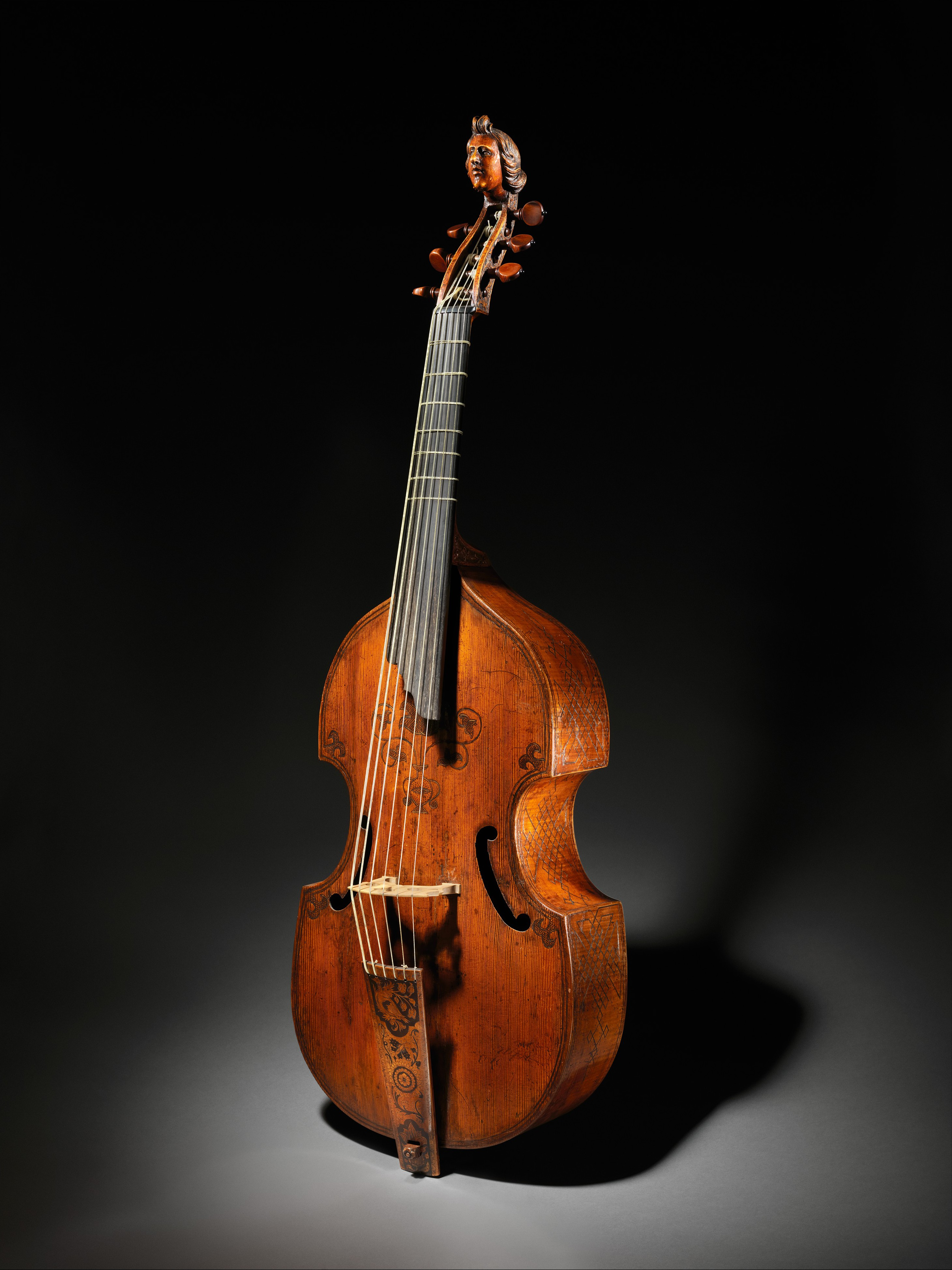
Een viola da gamba, centraal instrument bij het Hathor Consort

Het Hathor Consort is een klassieke muziekgroep die in 2012 werd opgericht door de Oostenrijkse Romina Lischka.
Het consort wijdt zich aan muziek uit de renaissance en de barok waarin een strijkersensemble van viola da gamba's centraal staat. Het Hathor Consort bestaat uit Anne Freitag (renaissance-traverso), Liam Fennelly (viola da gamba), Thomas Baeté (viola da gamba) en Romina Lischka (basgamba).
De naam vond zijn oorsprong bij Hathor, een moedergodin uit de Egyptische mythologie. In 2014 verscheen "Lachrimae", de eerste cd van het ensemble met muziek van John Downland. Het laatste project van het Hathor Consort was "Dhrupad Fantasia", waarin het dhrupad (een genre klassieke muziek uit India) vermengde met de Engelse hofmuziek van Elisabeth I.